# Oecetis walpolica
Oecetis walpolica är en nattsländeart som beskrevs av Arturs Neboiss 1982. Oecetis walpolica ingår i släktet Oecetis och familjen långhornssländor. Inga underarter finns listade i Catalogue of Life.